# 男士侍產假 (香港)
男士侍產假為在職香港男性的法定勞工假期。由2019年1月18日起，按連續性合約受僱（即連續受僱於同一僱主4星期或以上，而每星期最少工作18小時）的男性僱員只需要向僱主展示香港出生登記證明書，證明為初生嬰孩之父親，即可以申請在嬰孩預產期前4周或者出生後14周內（如嬰兒的預產期是在2020年12月11日之前，則為至自嬰兒確實出生日期當日起計的10個星期內），最少享受5日男士侍產假及支取4/5薪酬（同時第57章其實沒有禁止僱主全額支薪）。
根據法例規定，男性僱員必須已按照連續性合約受僱了40週或以上，便可享有侍産假薪酬。按連續性合約受僱但尚未受僱滿40星期的男性僱員則可享有無薪的男士侍產假。
男士侍產假於2014年12月18日在立法會上經過三讀通過，於2015年2月27日起生效，當時的男士侍產假為3日。

## 歷史

### 香港政府率先推行
2012年4月1日起，香港政府向合資格僱員（包括公務員、非公務員合約僱員及政治委任人員）提供5日全薪男士侍產假，截至2014年9月月底，共7,036名公務員領取過相關假期。

### 立法建議
2012年10月22日，勞工顧問委員會就男士侍產假是否立法而經歷了3小時的激烈辯論，委員會以9比3大致上同意男士侍產假立法。惟勞工方面認為需要參照香港政府的5天制度，資方方面則傾向於3天。連同境外生產及非婚生子女等細節，預料待至2012年11月月底開辦會議時再會商議。
2012年11月26日，3名資方委員表示反對立法，另外3名資方委員表示支持立法，連同6名贊成立法的勞工委員，最終由委員會主席勞工處處長卓永興運用權力，以主流意見大比數支持下通過贊成立法，令到有薪侍產假有望推行。此外，原來勞工委員堅持男士侍產假為5日，但是研究過附近地區均推行3日有薪侍產假，而且資方委員堅持起步點應該設於3日，以免對僱主有太大影響，勞工委員為了盡快通過法例，接納起點比較低的方案，最終勞工委員讓步表示支持，期望於立法一年後再檢討。勞工顧問委員會就男士侍產假立法達成共識，香港男性可以享受3日有薪侍產假，及可以領司4/5薪酬。政府將會將建議提交予立法會討論及及草擬法例，預料最快於2013年至2014年正式落實。有關部門估計，落實政策每年涉及薪金開支約1億4千萬港元，佔總工資成本0.02至0.04%。
勞工及福利局局長張建宗於2013年1月25日指出，希望於同年10月將條例草案提交予立法會，於實行一年後再由勞工顧問委員會檢討。

### 三讀通過
2014年12月18日，立法會繼續討論《2014年僱傭（修訂）條例草案》修正案，該法案委員會主席梁繼昌提出修正案，要求將男士侍產假增加至7日，引起了連場的激烈辯論。香港政府的建議為僱員享受男士侍產假期間可以支取4/5薪酬，泛民主派提議修正為支取全薪，被建制派反對。時任勞工及福利局局長張建宗表明，若果修正案獲通過，有可能撤回草案，指出此前建議是由勞工顧問委員會所達成的共識。最終，《2014年僱傭（修訂）條例草案》在52名立法會議員贊成、無人反對及1位棄權下通過，預計於2015年3月生效，最後提前於2015年2月27日起生效。

### 修改建議
在勞工興問委員會達成共識下，由政府提出《2018年僱傭（修訂）條例草案》，把男士侍產假由現時的3日增加至5日。
民主派立法會議員則提出修訂，將假期日數增至7天，再一次被建制派反對。勞工及福利局長羅致光揚言若修正案獲通過，特區政府會撤回草案，否則偏離了勞顧會的共識。民主黨議員黃碧雲批評羅致光的言論是「要挾」，做法「可恥」；新民主同盟議員范國威亦不滿政府以勞顧會作「擋箭牌」，認為勞顧會不應凌駕立法機關，促請政府多聆聽立法會的意見。
最終修正案遭到否決，而《2018年僱傭（修訂）條例草案》在54名立法會議員贊成、1位反對及4位棄權下通過，於2019年1月18日起實施。

## 經濟影響
根據香港特區政府評估，實施男士侍產假只會令僱主增加勞工成本0.02%至0.04%。香港職工會聯盟總幹事蒙兆達表示，以一間聘請10人、平均月薪1萬5千港元的企業為例子，每年因為男士侍產假而導致的新增成本為240元。

## 軼事
- 香港政府由2012年4月1日起便已為率先合資格僱員提供五個工作天的全薪侍產假，安排維持至今，但仍然優於法例最低要求。

- 男士侍產假於香港立法前，部份在香港營運之企業已經為男性員工提供男士侍產假。人力資源管理學會經過調查發現，近半接受訪問企業設有男士侍產假，勞工處亦調查過1,000間企業，當中8成企業實施男士侍產假，通常為期1至3日，最多長達14日[11]。

- 2018年10月，民主派提出將侍產假日數增加至7日的修正案全遭否決，作為第一位在任期間懷孕的立法會議員的新民黨容海恩投下反對票，但稱支持政府日後繼續增加侍產假日數[10]。

- 全球有近五十個國家或經濟體設有薪侍產假或陪產假，日數由1天至480天不等，較多在7至10天的範圍內，包括六個非洲國家。若單以亞洲區的先進經濟體計算，香港的5天新侍產假日數，算是在中下游，例如台灣是五天全薪；日本男性可享52周假，只獲六折和31%支薪；南韓可享53周假，但員能支取31%薪；至於中國，侍產假由7至30天不等，當中半數省份設15天侍產假[10]。